# Harpalus gravis
Harpalus gravis är en skalbaggsart som beskrevs av Leconte. Harpalus gravis ingår i släktet Harpalus och familjen jordlöpare. Inga underarter finns listade i Catalogue of Life.